# Втрати силових структур внаслідок російського вторгнення в Україну (березень 2024)
У статті наведено список втрат українських військовослужбовців у російсько-українській війні за березень 2024 року (включно).

## Список загиблих за березень
| №                                                 | Світлина Емблема | Прізвище, ім'я, по-батькові                     | Про особу | Дата смерті     | Обставини смерті |
| ------------------------------------------------- | ---------------- | ----------------------------------------------- | --- | --------------- | --- |
| 1 березня                                         |                  |                                                 | |                 | |
| 15901                                             |                  | Білоус Андрій                                   | 1977, м. Бурштин. Служив командиром відділення зенітного ракетного-артилерійського дивізіону однієї з військових частин, сержант. | 1 березня 2024  | Загинув в Донецькій області . |
| 15902                                             |                  | Гнатишак Назарій                                | м. Коломия. Служив у 14 окремій механізованій бригаді імені князя Романа Великого, бойовий медик. | 1 березня 2024  | Загинув на Харківщині |
| 15903                                             |                  | Марчик Віктор Михайлович («Єгер»)               | 1996, с. Великий Курінь. Головний сержант | 1 березня 2024  | Загинув на Донеччині . |
| 15904                                             |                  | Мельніков Дмитро Вікторович                     | 09.10.1987, м. Дрогобич Львівської області. Навчався у Ліцеї №1 імені Івана Франка Дрогобицької міської ради. Здобув освіту у Вищому професійному училищі № 19 міста Дрогобича за спеціальністю «кухар, кондитер». Після завершення навчання обіймав посаду шеф-кухаря у Львові та за кордоном, а протягом останнього періоду – у місті Одеса. Мріяв у майбутньому працювати у ресторані, що отримав «зірку «Мішлен». Із початком повномасштабного вторгнення російської федерації став на захист Батьківщини від окупантів. Виконував завдання для захисту територіальної цілісності та незалежності держави на південному та східному напрямках у лавах 37-ї окремої бригади морської піхоти Військово-морських Сил ЗСУ. Обіймав посаду кухаря господарчого відділення взводу забезпечення. | 1 березня 2024  | Помер в населеному пункті Степанівка, Херсонська області. Похорон відбувся 7 березня у Львові. Залишилися батьки, брат та сестра. |
| 15905                                             |                  | Підкуйко Сергій Данилович                       | 23 травня 1992, м. Кропивницький. Навчався у Варварівській загальноосвітній школі Долинського району Кіровоградської області. Закінчив Кіровоградський кооперативний фаховий коледж економіки і права імені М.П.Сая за спеціальністю «право». У період з 2015 по 2017 рік брав участь в АТО. Нагороджений відзнакою Президента України «За участь в Антитерористичній операції», нагородою «За оборону Маріуполя» та іншими відомчими відзнаками. Після служби працював автомеханіком. У червні 2023 року став до лав ЗСУ. Служив на посаді командира мотопіхотного відділення – командира машини. | 1 березня 2024  | Головний сержант Сергій Підкуйко загинув 1 березня 2024 року поблизу міста Слов’янськ Донецької області під час відсічі і стримуванні збройної агресії російської федерації. Без коханого чоловіка, турботливого люблячого сина та брата залишились дружина, мама, брат та сестра захисника. Похований на Далекосхідному кладовищі                                                                                |
| 15906                                             |                  | Цюрко Дмитро                                    | 21.09.1984, м. Львів. Навчався у Ліцеї №66 Львівської міської ради. Здобував освіту спершу у Державному навчальному закладі «Львівське вище професійне училище харчових технологій», згодом вступив до Львівського кооперативного фахового коледжу економіки і права. Проходив військову службу в Яворові. Після завершення служби разом із батьком займався приватним підприємництвом у сфері перевезень. Із перших місяців повномасштабного вторгнення російської федерації добровольцем став на захист Батьківщини від окупантів. Виконував бойові завдання на східному напрямку фронту у лавах 24-ї окремої механізованої бригади імені короля Данила. Незважаючи на отримане поранення, після лікування одразу повернувся на фронт до побратимів. За особисту мужність був нагороджений численними відзнаками та отримав звання «молодший сержант». | 1 березня 2024  | Залишилися бабуся, мама, дружина, двоє дітей та сестра |
| 15907                                             |                  | Бекеш Іван                                      | с. Крушельниця Сколівської громади. Був солдатом, стрільцем-санітаром військової частини А4943. | 1 березня 2024  | Загинув 1 березня 2024 року в селі Роботине Пологівського району Запорізької області |
| 15908                                             |                  | Яцун Назарій                                    | с. Зубейки Добросинсько-Магерівської громади Львівського району. Служив у військовій частині А2120. | 1 березня 2024  | Загинув 1 березня 2024 року в районі Білогорівки Сєвєродонецького району Луганської області . |
| 15909                                             |                  | Бейсюк Петро Васильович                         | 11 липня 1993, с. Пістинь. З початку повномасштабного вторгнення долучився до лав Збройних сил України. Понад місяць вважався зниклим безвісти. | 1 березня 2024  | Загинув під час бойового завдання поблизу селища Білогорівка Сєвєродонецького району . |
| 15910                                             |                  | Хоменко Євген                                   | 37 років. Проживав в Миргороді. Молодший сержант. | 1 березня 2024  | Загинув біля селища Білогорівка Луганської області |
| 15911                                             |                  | Лобоженко Євген                                 | 26 квітня 1982, м. Хмельницький. Закінчив місцеву загальноосвітню школу №25 та вище професійне училище №4, де здобув фах плиточника, маляра і штукатура. Близько 15 років працював у місцевій будівельній компанії “Абсолют”. За кілька днів до початку широкомасштабного вторгнення чоловік повернувся з Польщі, де був на заробітках. 13 березня 2022-го, його прикріпили до бригади територіальної оборони. Близько трьох місяців з іншими бійцями Євген був у Хмельницькому, потім — у Полтаві, Миколаєві та Одесі. Служив у автомобільній роті. На Херсонщині його призначили на посаду бойового парамедика | 1 березня 2024  | Загинув в селі Кринки на Херсонщині, коли потрапив під обстріл російської реактивної системи залпового вогню. Похований на Алеї Героїв на кладовищі в мікрорайоні Ракове в Хмельницькому . |
| 15912                                             |                  | Голубченко Сергій Іванович («Голуб»)            | 1992, м. Охтирка. Молодший сержант. Закінчив Охтирський центр професійно-технічної освіти за спеціальністю «Будівництво та цивільна інженерія». Був учасником АТО. Працював за кордоном, був головним водієм на фабриці. Під час повномасштабної війни спочатку перебував в лавах ТРО, а згодом – ЗСУ. Службу проходив у 47-ій окремій механізованій бригаді «Маґура». Був командиром відділення. | 1 березня 2024  | Похований на Алеї Слави цвинтаря рідної Охтирки. Залишились батьки і сестра . |
| 15913                                             |                  | Основенко Володимир Павлович («Найт»)           | 27 років. Син київського священика благочинного Дарницького та Дніпровського районів, військового капелана, багатолітнього учасника українського національно-визвольного руху і українського церковно-визвольного руху. Мобілізувався з першого дня російського повномасштабного вторгнення, придавшись до лав 130-го батальйону 241-ї бригади Київської територіальної оборони, старший солдат, снайпер. | 1 березня 2024  | Загинув в бою з окупантами в районі села Іванівське на Бахмутському напрямку . |
| 15914                                             |                  | Кифряк Олександр Олександрович                  | 29.03.1995, м. Кіцмань. Був солдатом військової частини А0281. | 1 березня 2024  | [ 17 ] |
| 15915                                             |                  | Літвін Роман («24»)                             | 28 років, с. Боровичі Волинської області. Закінчив одинадцятирічну школу, а потім пішов на військову службу. У цивільному житті деякий час працював менеджером. Разом із родиною пережив окупацію Бучі. Став на захист Батьківщини у квітні 2022-го, долучившись до складу 79-ї окремої десантно-штурмової бригади. Обіймав посаду навідника. Нагороджений медаллю «Учасник бойових дій». | 1 березня 2024  | Загинув в селі Новомихайлівка Донецької області. Внаслідок вибуху він отримав наскрізне поранення грудної клітки від осколків. Поховали на кладовищі у рідному селі. Залишилися мама, дружина та син . |
| 15916                                             |                  | Цьотей Андрій                                   | Був учасник АТО. Був кулеметником стрілецького батальйону військової частини А0998. | 1 березня 2024  | Загинув біля населеного пункту Торецьк, що у Донецькій області. Прощання відбулося в церкві Святої Трійці у місті Бережани. Похорон відбувся на Алеї Героїв в селі Рай. |
|                                                   |                  | Сковородецький Михайло («Метеор»)               | 40 років, с. Ратуш Вінницької області. Працював плиточником у ТОВ «КанБуд» у Києві. Після початку повномасштабної війни воював у лавах 3-ї окремої штурмової бригади. Служив водієм 2-го штурмового відділення 1-го штурмового взводу 4-ї штурмової роти 2-го штурмового батальйону. | 1 березня 2024  | поблизу села Орлівка Донецької області. Під час евакуації поранених і загиблих побратимів боєць потрапив під ворожий обстріл і отримав поранення, несумісні з життям. Залишились батьки, дружина та син. |
|                                                   |                  | Гриценко Ольга                                  | 48 років, м. Дніпро. Навчалася в гімназії №87 міста Дніпра. Випускниця Дніпропетровського національного університету ім. О. Гончара. В березні 2023 року добровільно пішла на фронт на Харківському напрямку. Вона була санітаркою-інструкторкою артилерійської бригади та відповідала за медичне забезпечення стрілецького батальйону. | 1 березня 2024  | Загинула внаслідок обстрілу позицій українських військових |
|                                                   |                  | Тришкалюк Сергій Ростиславович («Гарік»)        | 18 жовтня 1993, 30 років. Навчався у Тернопільській школі №22. Навчався в аспірантурі ЗУНУ за спеціальністю «Інженерія програмного забезпечення». Захищав Україну з 2019 року, молодший лейтенант ССО, командир розвідувальної групи | 1 березня 2024  | Загинув під час виконання бойового завдання на Сумщині, внаслідок авіаудару. Залишилася дружина та двоє дітей . |
| 2 березня                                         |                  |                                                 | |                 | |
| 15917                                             |                  | Кравець Олег Володимирович                      | 40 років, Одеська область. У 2000-му із золотою медаллю закінчив Раухівську середню школу. Потім вступив до Одеського інституту Сухопутних військ, отримав диплом із відзнакою. Був військовослужбовцем Регіонального управління Сил територіальної оборони «Південь», мав звання підполковника. | 2 березня 2024  | Загинув 2 березня 2024 року в Одесі. Тієї ночі російська армія атакувала житлову багатоповерхівку дронами-камікадзе типу Shahed-131/136. Поруч із Олегом не стало його дружини Тетяни та їхньої новонародженої донечки Лізи. Після тривалих пошуків під завалами виявили також тіла двох дітей жінки від першого шлюбу – Злати і Сергія .                                                                         |
| 15918                                             |                  | Арбузов Андрій Олександрович                    | 1.09.1976. Мобілізований до війська 1-го квітня 2022 року. Старший водій відділення зенітного ракетного взводу Першого стрілецького батальйону, 58-ої окремої мотопіхотної бригади імені гетьмана Івана Виговського, старший солдат. | 2 березня 2024  | Загинув поблизу населеного пункту Пречистівка Волноваського району Донецької області . |
| 15919                                             |                  | Навалішен Павло Русланович («Пабло»)            | 12 липня 2001, м. Кодима. Солдат, військовослужбовець 3 механізованого відділення 1 механізованого взводу 3 механізованої роти 2 механізованого батальйону військової частини А4638, прийнятий на військову службу за контрактом в серпні 2023 року 3 відділом Подільського РТЦК та СП Одеської області. | 2 березня 2024  | Загинув в Орлівці Донецької області |
| 15920 ... 15937                                   |                  | Україна                                         | | 2 березня 2024  | |
| 3 березня                                         |                  |                                                 | |                 | |
| 15938                                             |                  | Кравець Віктор                                  | 13.03.1998, м. Львів. Навчався у загальноосвітній школі №77 міста Львова з поглибленим вивченням економіки та управлінської діяльності. Здобув освіту у Державному професійно-технічному навчальному закладі «Міжрегіональне вище професійне училище автомобільного транспорту та будівництва». Працював водієм у ТзОВ «Епіцентр К». Із початком повномасштабного вторгнення російської федерації, незважаючи на відсутність військового досвіду та звільнення з військової служби за станом здоров’я, добровільно став на захист Батьківщини від загарбників. Виконував бойові завдання у лавах 125-ї окремої бригади територіальної оборони. Постійно удосконалював свої навички із саперної справи, під час проходження служби отримав звання «старший солдат». | 3 березня 2024  | Залишилися батьки, дружина, 4-річна донька та сестра з родиною. Похорон відбувся 7 березня у Львові . |
| 15939                                             |                  | Нєжинський Віталій Володимирович («Док»)        | 18.10.1996, м. Белз Львівської області у родині військовослужбовця-прикордонника. Свої шкільні роки провів у АР Крим. Ультрас сімферопольської Таврії. З благословення владики кримського Климента, був іподияконом церкви Воздвиження чесного Хреста Господнього у м. Євпаторія. У 2012 році вступив до медичного коледжу у Сімферополі. Брав безпосередню участь у подіях під час Революції Гідності, через що був змушений покинути Крим і завершувати навчання у Комунальному закладі Львівської обласної ради «Бориславський фаховий медичний коледж». Був членом Добровольчого Українського Корпусу «Правий сектор», виконував бойові завдання у зоні проведення антитерористичної операції. У мирний час мав професію фельдшер швидкої допомоги. Житель с.Черниця. Перед війною жив та працював у Польщі. Із початком повномасштабного вторгнення російської федерації повернувся з-за кордону та став на захист Батьківщини від окупантів. Боронив суверенітет та територіальну цілісність у складі 3-ї окремої штурмової бригади ЗСУ. Служив на посаді молодшого сержанта 1-ї роти, взводу вогневої підтримки, 1-го штурмового батальйону. Брав участь у битвах за Київ, виконував завдання на південному та східному напрямках. За особистий героїзм був нагороджений численними відзнаками, зокрема, почесними нагрудними знаками Головнокомандувача ЗСУ «Сталевий хрест» та «Золотий хрест». | 3 березня 2024  | Поблизу села Богданівка отримав важке поранення. Переніс декілька операцій, але врятувати життя не вдалося. Залишилися батьки, сестра та наречена. Похорон відбувся 7 березня у Львові на Марсовому Полі |
| 15940                                             |                  | Черкалюк Володимир Миколайович                  | 21 рік, с. Підгір‘я Золочівського району. Був гранатометником військової частини А4667. | 3 березня 2024  | З 3 березня 2024 року вважався зниклим безвісти. Загинув в районі населеного пункту Богданівка Бахмутського району Донецької області внаслідок скиду невідомого вибухового пристрою з БПЛА противника |
| 15941                                             |                  | Остапчук Олег Миколайович («Пес»)               | 17.07.1977. м. Лубни. Закінчив загальноосвітню школу №9. Професію слюсаря-інструментальника здобув у Лубенському професійно-технічному училищі №12. Після строкової служби у лавах Збройних Сил, повернувся в Лубни та працював водієм у товаристві "Лубенське племпідприємство". Механік-водій. | 3 березня 2024  | Загинув біля населеного пункту Уманське Донецької області . |
| 15942 ... 15957                                   |                  | Україна                                         | | 3 березня 2024  | |
| 4 березня                                         |                  |                                                 | |                 | |
| 15958                                             |                  | Князький Станіслав Васильович                   | 20 липня 1990, с. Піщанка на Вінниччині. Був мешканцем села Велика Снітинка на Київщині. Після здобуття середньої спеціальної освіти працював за фахом «електрогазозварювальник». Згодом переїхав а Київщину, одружився, змінив сферу діяльності та працював у охороні майнової безпеки. 9 січня 2024 року, склавши присягу на вірність державі, вступив до лав Збройних Сил України в складі 79 ОДШБр на посаді солдата третього відділення гранатометного взводу роти вогневої підтримки третього десантно-штурмового батальйону. 26 лютого 2024 року, під час виконання бойового завдання, отримав тяжке поранення на Донеччині. | 4 березня 2024  | Помер від отриманих в бою ран |
| 15959                                             |                  | Адаменко В'ячеслав Валерійович                  | с. Губин. 17 років прослужив в ізраїльській армії. 27 лютого 2022 року пішов добровольцем на фронт. Воював у складі 100 бригади ТрО. Прийняв українське громадянство. | 4 березня 2024  | Загинув в результаті множинних осколкових поранень. в селі Білогорівка Луганської області. В нього залишилась мама, яка проживає багато років в Ізраїлі . |
| 15960                                             |                  | Лавренчук Віктор Володимирович                  | 14 липня 1978, м. Дрогобич. Проживав на вулиці Самбірській. Згодом з сім’єю переїхав на Тернопільщину, де навчався у школі. Після повернення в м. Дрогобич навчався у ВПУ №19 на маляра-штукатура. По завершенні навчання працював здебільшого в охоронній сфері. З 13 лютого 2023 року поповнив лави ЗСУ. Солдат, старший навідник міномету мінометного взводу мінометної батареї механізованого батальйону, 42 ОМБр - в/ч А4667 | 4 березня 2024  | Загинув в місті Часів Яр, Бахмутський р-н, Донецька обл., під час артилерійського обстрілу |
| 15961                                             |                  | Дергач Олександр («Шорох»)                      | 25 березня 1994. Представник Запорізьких ультрас, ветеран полку «Азов» 2015-2018. Боєць групи спеціального призначення «Контакт12» бригадної артилерійської групи. | 4 березня 2024  | Залишився син |
| 15962                                             |                  | Іваненко Руслан Федорович                       | 12.11.1995, с. Перемога, Вінниччина. Вступив до Національного університету біоресурсів і природокористування України на факультет тваринництва та водних біоресурсів у 2013 році, здобував освіту за спеціальністю 204 – «Технологія виробництва і переробки продукції тваринництва». Під час навчання в університеті був старостою групи, мав активну життєву і громадську позицію. Добровільно вступив до лав ЗСУ. | 4 березня 2024  | Загинув на Донеччині. Похований 10 березня 2024, Ново-Центральне Баранівське кладовище, м. Суми Сумської області |
| 15963                                             |                  | Бережний Микола Юрійович                        | 24 грудня 1994, м. Павлоград. Проходив навчання в Західно-Донбаському професійному ліцеї, де отримав освіту за спеціальністю газового електрозварювальника. З 23 травня 2023 року проходив службу у військовій частині 3102 НГУ. З січня 2024 виконував завдання в Серебрянському лісі. | 4 березня 2024  | 29 лютого 2024 отримав численні опіки від обстрілу тимчасової дислокації підрозділу. Незважаючи на свої травми, він відважно кинувся рятувати своїх побратимів із палаючого будинку. 4 березня 2024 року помер в лікарні в Дніпрі від опікового шоку . |
| 15964                                             |                  | Гузовський Павло («Пашко»)                      | 33 роки, селище Гранітне Житомирської області. Закінчив Малинське професійно-технічне училище №36. Працював машиністом екскаватора на ПрАТ «Пинязевицький кар’єр», звідки був призваний на строкову військову службу. Після демобілізації повернувся на підприємство, де і працював до вересня 2022 року. У вересні 2022-го чоловік долучився до лав 3-ої окремої штурмової бригади ЗСУ. Спочатку був водієм, а потім обійняв добре знайому посаду машиніста екскаватора відділення інженерної техніки інженерно дорожнього взводу інженерно-технічної роти. | 4 березня 2024  | Похований в селі Федорівка на Житомирщині . |
| 15965 ... 15977                                   |                  | Україна                                         | | 4 березня 2024  | |
| 5 березня                                         |                  |                                                 | |                 | |
| 15978                                             |                  | Костенко Олександр                              | 14.08.1970, м. Львів. Навчався у Середній загальноосвітній школі №65 міста Львова. З 1993 працював у 1-му загоні воєнізованої охорони в управлінні Львівської залізниці, а у 2013 обійняв посаду слюсаря-ремонтника 6-го розряду у ТМ «Лімо», де налагоджував виробниче обладнання. У 2008 році разом із батьком відтворювали корону короля Данила Галицького, яка виставляється у музеях. Протягом 2015-2017 років добровольцем у складі 24-ї окремої механізованої бригади захищав Україну у зоні проведення антитерористичної операції, у 2019-2020 виконував завдання у лавах 128-ї окремої гірсько-штурмової Закарпатської бригади. Із початком повномасштабного вторгнення рф став на захист держави у складі 125-ї окремої бригади територіальної оборони. Загинув від кулі російського диверсанта. Неодноразово отримував особисті нагороди за бойові заслуги. | 5 березня 2024  | Залишилась син, невістка, онук та дружина, з якою у шлюбі був понад 35 років . |
| 15979                                             |                  | Ізьо Микола                                     | 29.01.1984, с. Гостинцеве Львівської області. Навчався у Гостинцівському закладі загальної середньої освіти І-ІІ ступенів Львівської області. Здобув освіту у Професійно-технічному училищі №26. Після завершення навчання працював у Приватному підприємстві «СМ Віват». Із початком повномасштабного вторгнення російської федерації, попри звільнення із військової служби за станом здоров’я, став на захист Батьківщини від окупантів. Виконував бойові завдання на східному напрямку фронту у лавах 42-ї окремої механізованої бригади. Незважаючи на отримане поранення, повернувся на фронт та продовжив боронити державу. | 5 березня 2024  | Залишилися батьки, дружина, 19-річний син та двоє братів . |
| 15980                                             |                  | Кормільченко Сергій                             | 48 років, м. Кропивницький. Після закінчення училища працював на меблевому підприємстві. На початку повномасштабної війни, у перші тижні дуже сердився, що він бігає кожен день у військкомат, а його не беруть. Пішов служити 6 березня 2022. На фронті був старшим стрільцем. | 5 березня 2024  | Загинув біля села Покровське Донецької області. Похорон відбувся 14 березня 2024 в Кропивницькому |
| 15981                                             |                  | Карпенко Олексій Ігорович                       | 30 березня 1996, с. Лоєва Надвірнянської громади. У 2011 році закінчив місцеву школу. | 5 березня 2024  | Загинув 5 березня 2024 року поблизу Гуляйполя на Запоріжжі . |
| 15982                                             |                  | Пилипенко Віктор («Філософ»)                    | 8.05.1997. З 2019 року брав активну участь у боротьбі проти окупантів у 3 окремій стрілецькій роті Добровольчого українського корпусу "Правий сектор". З перших днів повномасштабної війни в складі 78-го батальйону 102 окремої бригади Сил тероборони ЗСУ воював проти окупантів, молодший сержант. | 5 березня 2024  | Загинув 05.03.2024 при авіаційному бомбардуванні на Запорізькому напрямку . |
| 15983                                             |                  | Партика Орест Ігорович                          | 7 грудня 1973, м. Новий Розділ. Закінчив Путятинську школу. Опісля здобув професію в Рогатинському ПТУ. Працював у кількох місцевих підприємствах, останнім часом у Рогатинській дільниці «Газорозподільні мережі України». Був мобілізований до лав Збройних Сил України 11-го липня 2022 року. Старший солдат виконував бойові завдання у найгарячіших «точках» Донеччини. За його плечима Чернігівський, Бахмутський, Авдієвський напрямки. Служив стрільцем-оператором 2 стрілецького відділення 2 стрілецького взводу 1 стрілецької роти 52 стрілецького батальйону. | 5 березня 2024  | [ 47 ] |
| 15984                                             |                  | Гончаренко Владислав Олександрович («Академік») | 25 квітня 1998, м. Покров Дніпропетровської області. Пройшов навчання в Національній академії сухопутних військ імені гетьмана Петра Сагайдачного (НАСВ) в 2016 році. з 2018 року проходив військову службу за контрактом у військовій частині А2120, згодом перевівся у військову частину А4165. Приймав безпосередню участь у звільнені н.п Лиман, Бахмут, Щастя, Макіївка, Невське, Богородичне, Святогірський заповідник "Шервудський ліс" | 5 березня 2024  | Загинув в н. п. Білогорівка , Сєвєродонецького району від артилерійського обстрілу. Залишились дружина, донька, батьки та сестра |
| 15985                                             |                  | Прокопчук Костянтин («Прокоп»)                  | 32 роки, РФ. Переїхав з родиною в м. Бобровиця Чернігівської області. Закінчив місцеву ЗОШ №2. У 2009 році був призваний на строкову службу, яку проходив на посаді командира відділення приймального радіовузла 108-го зенітного ракетного полку міста Золотоноші Черкаської області. У 2013-му уклав контракт з ЗСУ. Під час повномасштабної війни боронив країну в складі 72-ї окремої механізованої бригади імені Чорних Запорожців на посаді стрільця-снайпера, головного сержанта взводу, командира бойової машини. | 5 березня 2024  | Загинув при виконанні бойового завдання, прикриваючи особовий склад взводу під час перегрупування, поблизу села Водяне Донецької області |
| 15986                                             |                  | Герус Дмитро («Гера»/«Демон»)                   | 40 років, с. Рудня Київської області. Після закінчення Руднянської загальноосвітньої школи здобув середню спеціальну освіту в Київському технікумі електронних приладів, згодом отримав вищу освіту за спеціальністю «вчитель молодших класів» у Національному педагогічному університеті імені М.П. Драгоманова. У повномасштабній війні боронив країну в складі 32-ї окремої механізованої бригади, служив у гранатометному відділенні протитанкового взводу. | 5 березня 2024  | Загинув під час виконання бойового завдання поблизу села Іванівка Харківської області внаслідок ворожого артобстрілу. Похований в селі Рудня біля батька, дідусів і бабусь. Залишились мама, сестра, вітчим, двоє синів, двоюрідні брати й сестри. |
| 15987                                             |                  | Кравченко Дмитро Олександрович                  | 12 жовтня 1975, м. Красний Луч. Навчався у Антрацитівській школі №5, здобув професію водія у Антрацитівському училищі. Мешкав в селі Отроків. Старший сержант | 5 березня 2024  | Загинув поблизу с. Веселе Бахмутського району |
| 15988 ... 15997                                   |                  | Україна                                         | | 5 березня 2024  | |
| 6 березня                                         |                  |                                                 | |                 | |
| 15998                                             |                  | Костецький Орест Олегович                       | 25.08.1993, м. Львів. Навчався у Середній загальноосвітній школі №9. Здобував освіту у Приватному закладі вищої освіти «IT Степ Університет». Впродовж свого життя працював у різних сферах, протягом останнього періоду займався дизайном у компанії “SolipsLab”. Захоплювався IT-технологіями, мріяв створювати БПЛА для військових за допомогою 3D-друку. Учасник подій під час Революції Гідності. У 2017 році добровольцем підписав контракт із 36-ою окремою бригадою морської піхоти імені контрадмірала Михайла Білинського Військово-морських сил ЗСУ та виконував бойові завдання у зоні проведення АТО/ООС. Із першого дня повномасштабного вторгнення російської федерації став на захист Батьківщини від російських окупантів до лав 80-ї окремої десантно-штурмової Галицької бригади Десантно-штурмових військ. Боронив суверенітет та територіальну цілісність держави на південному та східному напрямках. Указами Президента України був відзначений орденом «За мужність» III-го ступеня (4 серпня 2022) та відзнакою «За оборону України». Залишилися бабуся, мама, брат, племінниця, племінник, тітка та двоюрідний брат. | 6 березня 2024  | Похований 13 березня 2024 року на Личаківському цвинтарі у Львові. Нагороджений орденом «За мужність» II ступеня (посмертно). |
| 15999                                             |                  | Іваницький Іван                                 | с. Старява Хирівської громади. Був сержантом, командиром піхотної роти. | 6 березня 2024  | Загинув 6 березня 2024 року під час виконання бойового завдання. |
| 16000                                             |                  | Трикоз Юрій Іванович                            | 20 квітня 1972, м. Бобровиця Бобровицького району Чернігівської області. Освіту здобував у Бобровицькій середній загальноосвітній школі. Закінчив Ніжинське ПТУ №2 за напрямком водія автотранспортних засобів. З червня 1990 року по червень 1992 року проходив строкову службу в ЗСУ. Потім працював на посадах рядового та сержантського складу Міністерства Внутрішніх Справ України в м. Бровари. Перед повномасштабним вторгненням російської федерації працював на різних посадах в мережі магазинів «ФОРА». 3 березня 2023 року був призваний по мобілізації в ряди ЗСУ. Був призначений на посаду командира третього відділення першого стрілецького взводу другої стрілецької роти військової частини А4863 у складі 32-гої окрема механізована бригада (32 ОМБр). | 6 березня 2024  | Загинув в районі населеного пункту Синьківка Харківської області . |
| 16001                                             |                  | Купчик Дмитро Володимирович («Севас»)           | 2.05.2002, 21 рік, м. Севастополь. Молодший сержант, заступник командира БМ — оператор навідник. | 6 березня 2024  | Загинув біля н.п..Орлівка, Донецької області. Похований у Вінницькій області 06.09.2024 |
| 16002 ... 16014                                   |                  | Україна                                         | | 6 березня 2024  | |
| 7 березня                                         |                  |                                                 | |                 | |
| 16015                                             |                  | Андрейко Андрій Євгенович                       | 1 грудня 1988. Старший солдат, номер обслуги гранатометного відділення протитанкового взводу роти вогневої підтримки військової частини А3029. Служив у 8 окремому батальйоні 10 окремої гірсько-штурмової бригади "Едельвейс". | 7 березня 2024  | Загинув 7 березня 2024 року поблизу села Спірне Бахмутського району |
| 16016                                             |                  | Зарянський Остап                                | 16.01.1996, м. Львів. У 10-річному віці втратив батька. Навчався у Середній загальноосвітній школі №62. Здобув професію «Палітурник, оператор комп'ютерного набору» у Державному навчальному закладі «Ставропігійське вище професійне училище міста Львова». Був звільнений із військової служби за станом здоров’я. Після завершення навчання працював Регіональним менеджером компанії “Roks”. Вів здоровий спосіб життя, мав глибокі знання в галузі комп’ютерної інженерії. Молодший сержант. Із початком повномасштабного вторгнення рф став на захист України. Виконував бойові завдання на посаді командира відділення інженерно-саперного взводу у лавах 125-ї окремої бригади територіальної оборони. | 7 березня 2024  | Залишилися мама та двоє братів з родинам |
| 16017                                             |                  | Гогіашвілі Геогрій                              | Грузія. Боєць Грузинського Легіону. | 7 березня 2024  | Місце загибелі невідоме |
| 16018                                             |                  | Насиров Нодар                                   | Грузія. Боєць Грузинського Легіону. | 7 березня 2024  | Місце загибелі невідоме |
| 16019                                             |                  | Гуменний Любомир Степанович                     | 29 квітня 1983, с. Путятинці. Після закінчення Путятинської школи, пройшов строкову службу в армії. Тривалий час працював на металобазі, згодом заробляв на життя закордоном. Мобілізований 4 березня 2022. Солдат, стрілець-зенітник відділення охорони військової частини | 7 березня 2024  | Загинув неподалік населеного пункту Гостре, Покровського району Донецької області |
| 16020                                             |                  | Устимчук Максим («Токіо»)                       | 25 років. Закінчив Луцьку школу №5. Потім навчався у Рівненському політехнічному університеті, згодом перевівся до Луцького національного технічного університету, але навчання не закінчив. У цивільному житті працював барменом. Навесні 2023 року долучився до лав НГУ. Службу проходив у 12-ій бригаді спеціального призначення «Азов». Був стрільцем-марксменом. | 7 березня 2024  | Загинув поблизу села Терни на Донеччині. У бою з окупантами отримав травми, несумісні з життям. Похований в селі Зміїнець на Волині, де він жив. Залишилися батьки, брат та кохана дівчина . |
| 16021                                             |                  | Грицун Ігор Геннадійович («Шаміль»)             | 13.04.1997, м. Полтава. Дитинство пройшло в Лубнах. Вступив до Київського Національного педагогічного університету імені М.П. Драгоманова. Успішно закінчив його у 2018 році. | 7 березня 2024  | Загинув в Орлівці |
| 16022 ... 16034                                   |                  | Україна                                         | | 7 березня 2024  | |
| 8 березня                                         |                  |                                                 | |                 | |
| 16035                                             |                  | Ткаченко Андрій Юрійович                        | 10 грудня 1990, м. Самбір, Львівська область. У 2008 закінчив Самбірську гімназію. Був активним учасником Пласту. Протягом 2008—2012 рр. навчався у Харківському національному університеті Повітряних сил ім. Івана Кожедуба. Військову службу проходив в Івано-Франківську, в Харкові, згодом — знову в Івано-Франківську. З початком війни у 2014 році виконував бойові завдання під час АТО і ООС на сході України. З початку російського вторгнення в Україну виконував бойові завдання на сході та півдні України. | 8 березня 2024  | Загинув в небі Донеччини під час виконання бойового завдання. Похорон відбувся в Івано-Франківську, де загиблий проживав зі сім’єю . Нагороджений медаллю «За військову службу Україні». |
| 16036                                             |                  | Сіренко Дмитро Анатолійович                     | 12 листопада 2001, м. Коростень. З початку повномасштабного вторгнення, 25.02.2022 року був призваний за мобілізацією та мужньо стояв на захисті рідної країни, служив стрільцем-санітаром. | 8 березня 2024  | Загинув біля населеного пункту Хатнє Куп’янського району Харківської області |
| 16037                                             |                  | Заболотний Андрій Васильович                    | Солдат, стрілець-гранатометник. | 8 березня 2024  | Загинув в районі села Тоненьке Покровського району Донецької області. |
| 16038                                             |                  | Ковтун Олександр Іванович («Моня»)              | 9 березня 1981, с. Хомутець Миргородського району Полтавської області. Навчався в Миргородському професійному технічному училищі, по закінченню якого отримав спеціальність тракторист-машиніст. 17 років тому переїхав жити в місто Лохвиця. Працював в сільсько-господарських підприємствах Лохвичини, останнє з яких ТОВ « РАЙЗ - СХІД». Мобілізувався 1 березня 2022 року. Отримав поранення 10 жовтня 2022 року на Бахмутському напрямку. Старший солдат | 8 березня 2024  | Загинув в районі с. Роботине, Пологівського району Запорізької області, від удару ворожого FPV дрону. 13 березня 2024 року похований на Покровському кладовищі м. Лохвиця . |
| 16039                                             |                  | Рябий Юрій                                      | 1990, с. Вівсяники. | 8 березня 2024  | Загинув на Запоріжжі під час виконання бойового завдання в районі населеного пункту Роботине Запорізької області |
| 16040                                             |                  | Фільов Євген Сергійович («Філя»)                | 28 липня 2000, селище Велика Лепетиха Херсонської області. У 2017 році закінчив Великолепетиську ЗОШ № 2. З 2017 по 2020 роки навчався на факультеті фізичного виховання та спорту Херсонського державного університету. Був фанатом Херсонського “Кристалу”. Молодший сержант, оператор БПЛА, воював у 3 окремій штурмовій бригаді ЗСУ. | 8 березня 2024  | Загинув на Донецькому напрямку |
| 16041                                             |                  | Ганцяк Андрій Дмитрович                         | 1996, селище Яблунів. | 8 березня 2024  | Загинув біля населеного пункту Новокалинове Донецької області |
| 16042 ... 16054                                   |                  | Україна                                         | | 8 березня 2024  | |
| 9 березня                                         |                  |                                                 | |                 | |
| 16055                                             |                  | Шпинта Тарас                                    | 37 років, м. Надвірна. | 9 березня 2024  | Загинув унаслідок бойових поранень 9 березня 2024 року поблизу села Дорожнянка Гуляйпільської громади . |
| 16056                                             |                  | Маргаза Роман Валерійович («Лайтік»)            | 16.10.2001, м. Рені, Одеська область. Гранатометник механізованого відділення механізованого взводу механізованої роти механізованого батальйону, 3-я ОШБ, молодший сержант | 9 березня 2024  | Загинув під Орлівкою |
| 16057 ... 16069                                   |                  | Україна                                         | | 9 березня 2024  | |
| 10 березня                                        |                  |                                                 | |                 | |
| 16070                                             |                  | Мірошниченко Костянтин Валентинович («Мірош»)   | 3 липня 1992, м. Черкаси. Служив у гранатометному відділенні 3-ї окремої штурмової бригади, молодший сержант. Громадський активіст, ідейний натхненник створення проєкту "ГайдаFest" і його співорганізатор. Член партії "Національний корпус", ГО "Спортивний клуб "Амброскросфайт". Балотувався в Черкаську міську раду та Верховну Раду України за списком від націоналістичних партій. | 10 березня 2024 | Загинув в бою на Донеччині. Похорон відбувся 14 березня в місті Черкаси. Відзнака Головнокомандувача ЗСУ «Золотий хрест» (22 травня 2023) . |
| 16071                                             |                  | Чех Володимир                                   | 25 років, с. Родатичі Городоцької громади. Був гранатометником 43-ї окремої механізованої бригади. | 10 березня 2024 | Загинув 10 березня 2024 року поблизу населеного пункту Іванівка Куп’янського району Харківської області |
| 16072                                             |                  | Тимощук Юрій Миколайович                        | 9 жовтня 1982 , с.Грабів. Тривалий час він проживав в Зорі, навчався у місцевому ліцеї. Був президентом футбольного клубу «Оріон» (с. Грабів). З початком повномасштабного вторгнення, не вагаючись, пішов захищати Батьківщину. Служив штаб-сержантом відділу застосування безпілотних систем | 10 березня 2024 | Загинув в м. Дружківка Краматорського району Донецької області . |
| 16073                                             |                  | Юсіфов Ельдар («Аргон»)                         | 37 років, м. Харків. Закінчив Національний технічний університет «Харківський політехнічний інститут». Став засновником ТОВ «УКРКРІОГЕН», яка займалась перевезенням кріогенних матеріалів. Старший лейтенант 110 ОМБр | 10 березня 2024 | Загинув поблизу села Копійки на Сумщині. Під час виконання службових обов’язків отримав смертельні поранення внаслідок ворожого авіаційно-бомбового удару/ Похований на Алеї Слави кладовища №18 у Харкові. Залишились батьки, дружина та брат з родиною . |
| 16074 ... 16089                                   |                  | Україна                                         | | 10 березня 2024 | |
| 11 березня                                        |                  |                                                 | |                 | |
| 16090                                             |                  | Павлів Ігор                                     | 5.06.1981, с. Лугове Львівської області. Навчався у Лугівській філії І-ІІ ступенів Заболотцівського опорного закладу загальної середньої освіти І-ІІІ ступенів Львівської області. Здобув освіту у Вищому професійно–технічному училищі №48 міста Львова (сьогодні – Державний професійно-технічний навчальний заклад «Львівське вище професійне училище комп'ютерних технологій та будівництва»). Після завершення навчання проходив військову службу у Чорноморському флоті, наприкінці 1990-х років – у лавах прикордонників. Спершу проходив навчання у колишній академії міліції у місті Рівному, а протягом останнього періоду – у Личаківському відділі поліції м. Львова. Із початком повномасштабного вторгнення російської федерації став на захист Батьківщини від окупантів. Виконував бойові завдання на східному напрямку у лавах 24-ї окремої механізованої бригади імені короля Данила оперативного командування «Захід» Сухопутних військ Збройних Сил України. За особисту мужність був нагороджений медаллю «За оборону Бахмута». | 11 березня 2024 | Похорон відбувся 19 березня 2024 . |
| 16091                                             |                  | Самчук Олесь Олександрович («Каркаде»)          | 1 квітня 2002, м. Рівне. Ходив до дитячого садочка № 7. У 2008 році переїхав жити до Здолбунова, де й пішов до першого класу початкової школи № 7. Закінчивши її перейшов вчитися до ЗОШ № 6, міста Здолбунів. У 2017 році у віці 40 років померла мама Олеся і він переїхав жити у Рівне до двоюрідної бабусі та пішов навчатися у 10 клас Рівненської ЗОШ № 9. Закінчив школу у 2019 році та вступив до Київського національного університету імені Тараса Шевченка на професію «Кіно та телеоператорство». Аеророзвідник, старший солдат. У 2023 році захистивши диплом бакалавра, Олесь пішов добровольцем на війну у 12 бригаду спеціального призначення АЗОВ Національної гвардії України пообіцявши помститися за свого найкращого друга Єгора Муху, що загинув у травні 2023 року. В пам’ять про маму та її першу збірку віршів, яка називалася «Каркаде» обрав собі позивний Каркаде. | 11 березня 2024 | Загинув 11 березня 2024 року в результаті ворожого обстрілу КАБами. 19 березня на майдані Незалежності в Рівному попрощалися з Олесем Самчуком . |
| 16092                                             |                  | Степаненко Роман Григорович («Оттер»)           | 4 грудня 1992, м. Дніпро. З 2012 по 2016 рік навчався у Київському університеті імені Бориса Грінченка на освітній програмі «Міжнародна інформація», а з 2016 по 2018 рік - «Фізичне виховання». Аеророзвідник, старший солдат. | 11 березня 2024 | Загинув 11 березня 2024 року в результаті ворожого обстрілу КАБами на території Серебрянського лісництва |
| 16093                                             |                  | Кузьменко Іван («Таксист»)                      | 12 лютого 1986. Брав участь в боях за Чернігівщину, Бахмут, Куп'янськ, Кремінну, Соледар, Лиман. 58ОМПБр. | 11 березня 2024 | Загинув виконуючи бойове завдання |
| 16094                                             |                  | Караульний Андрій Володимирович                 | 1978, Віта-Литовська, Київ. Мешкав на вулиці Вітавська | 11 березня 2024 | Загинув біля міста Авдіївка, Донецька область |
| 16095                                             |                  | Козак Михайло Михайлович                        | 5 січня 1977. Сержант штурмової роти. | 11 березня 2024 | Похорон відбувся 20 березня 2024 . |
| 16096                                             |                  | Люклян Іван Тарасович («Кандар»)                | 25 років, с. Томашгород Рокитнівської громади | 11 березня 2024 | Загинув в Донецькій області |
| 16097 ... 16109                                   |                  | Україна                                         | | 11 березня 2024 | |
| 12 березня                                        |                  |                                                 | |                 | |
| 16110                                             |                  | Босий Ярослав                                   | 44 роки, с. Семенівка Пустомитівської громади. Служив у військовій частині 2600. | 12 березня 2024 | Загинув 12 березня 2024 року під час виконання бойового завдання |
| 16111                                             |                  | Каминін Олексій                                 | 48 років, м. Геленджик, Краснодарського краю, СРСР. У трирічному віці він разом з батьками переїхав жити в село Мошурів на Тальнівщину. 19 грудня 2023 року був мобілізований в ЗСУ. | 12 березня 2024 | [ 90 ] |
| 16112                                             |                  | Коваль Андрій                                   | 7.05.1998, с. Гірське Львівської області. Згодом його родина переїхала до Львова. Навчався у Середній загальноосвітній школі №99 міста Львова. Вищу освіту здобув у Львівському державному університеті безпеки життєдіяльності за спеціальністю «Пожежна безпека». Після завершення навчання займався улюбленою справою – ландшафтним дизайном. Із початком повномасштабного вторгнення російської федерації став на захист Батьківщини від загарбників. Боронив суверенітет та територіальну цілісність держави у лавах 33-ї окремої механізованої бригади Сухопутних військ Збройних Сил України. Виконував бойові завдання на південному та східному напрямках. | 12 березня 2024 | Похорон відбувся 16 березня у Львові |
| 16113                                             |                  | Беднарчук Олег («Беднар»)                       | 47 років, м. Здолбунів Рівненської області. Закінчив Львівський державний університет внутрішніх справ. Певний час працював у правоохоронних органах, потім – охоронцем у ТОВ «Нова пошта». З початку повномасштабного вторгнення чоловік вступив до лав захисників та вирушив на фронт. Воював у 3-ій бригаді оперативного призначення Національної гвардії України. Був стрільцем-мінометником | 12 березня 2024 | Загинув виконуючи бойове завдання біля села Роботине Запорізької області. Воїн отримав смертельні поранення внаслідок ворожого мінометного обстрілу . |
| 16114                                             |                  | Гомонюк Артем («Єнот»)                          | 31 рік, селище Іршанськ, що на Житомирщині. Закінчив вище професійне технологічне училище, а потім – факультет інженерної механіки Житомирської політехніки. Здобув освітній ступінь бакалавра з автомобільного транспорту та спеціаліста з автомобільного транспорту і автомобільного господарства. У мирному житті працював водієм вантажних автомобілів. Мобілізований до лав ЗСУ 18 серпня 2022 року. Був стрільцем-номером обслуги 4 аеромобільного відділення 95-ї окремої десантно-штурмової бригади. | 12 березня 2024 | Загинув в селі Терни Донецької області. Залишилися батьки, сестра та сини |
| 16115                                             |                  | Бандрабура Валерій                              | 19 грудня 1981, с. Комарівка. Мав звання солдат та служив у другому піхотному відділенні, піхотного взводу і піхотної роти однієї з військових частин ЗСУ. | 12 березня 2024 | Загинув в районі населеного пункту Новомихайлівка Донецької області під час виконання бойового завдання |
| 16116                                             |                  | Шкурко Сергій («Дід»)                           | 56 років, с. Угроїди на Сумщині. Після закінчення школи здобув освіту в Краснопільському професійному училищі. Працював трактористом. На захист України добровільно став в 2017-му році. Повномасштабне вторгнення зустрів на фронті у складі 110-ї окремої механізованої бригади. Служив на посаді танкіста. Отримав медаль «Кращий танкіст». Молодший сержант. | 12 березня 2024 | Загинув поблизу селища Козача Лопань Харківської області. Похований на Краснопільському кладовищі міста Дніпра. Залишились дружина та п’ятеро дітей . |
| 16117 ... 16124                                   |                  | Україна                                         | | 12 березня 2024 | |
| 13 березня                                        |                  |                                                 | |                 | |
| 16125                                             |                  | Жмай Максим Леонідович                          | 12 серпня 1977, м.Мерефа Харківська область. | 13 березня 2024 | [ 96 ] |
| 16126                                             |                  | Годун Василь Анатолійович                       | 21.04.1987, м. Лубни Полтавської області. Молодшому лейтенант, командир 2-ї стрілецької роти 45-го окремого стрілецького батальйону. З 29.04.2022 долучився до лав ЗСУ, розпочавши військову службу в частині А4062. Уже з 20 червня разом із побратимами брав активну участь у бойових діях на Сході України. Тримав оборону України біля Новобахмутівки, а також брав участь у боях за коксохімічний в Авдіївці. Навесні 2023 року пройшов підготовку у військовій академії м. Одеси за програмою підготовки осіб рядового, сержантського та старшинського складу та застосовував набуті знання для виконання командирських завдань. | 13 березня 2024 | Загинув під час виконання бойового завдання в ході ведення бойових дій в районі села Кружок Конотопського району Сумської області.За свої непересічні здобутки і вірне служіння державі отримав такі нагороди: сталевий хрест від 18.01.2023 (номер наказу 106), золотий хрест від 15.04.23 (номер наказу 790), срібний хрест від 25.09.23 (номер наказу 2217), хрест хоробрих від 29.12.23 (номер наказу 3128) . |
| 16127                                             |                  | Трохимчук Василь                                | с. Горбків Сокальської громади. Був стрільцем. Був призваний на військову службу в перші дні повномасштабного вторгнення | 13 березня 2024 | Загинув 13 березня під час виконання бойового завдання поблизу населеного пункту Невельське, Покровського району Донецької області |
| 16128                                             |                  | Брєдов Володимир Володимирович («Вальдемар»)    | 8.01.2004 | 13 березня 2024 | Загинув на Авдіївському напрямку |
| 16129                                             |                  | Фесенюк Іван («Бонус»)                          | 30 років, м. Київ. Здобув кваліфікацію спеціаліста на приладобудівному факультеті Київського політехнічного інституту імені І. Сікорського. Згодом здобув ступінь магістра на факультеті фізичної культури, спорту і здоров’я Університету Григорія Сковороди в Переяславі. З 2014 року служив у лавах Національного корпусу «Азов». З 2016-го був тренером з бойових мистецтв та єдиноборств. Наступного року створив власний спортивний клуб BonusTeam. У жовтні 2019-го здобув дві золоті та одну бронзову медалі на WKA Kickboxing World Championship, а його учні отримали перше місце у командних змаганнях. З початку повномасштабного вторгнення Іван із побратимами й учнями приєднався до ТРО «Азов». Брав участь в обороні Києва. Згодом долучився до лав ЗСУ і воював у складі 3-ї окремої штурмової бригади. За сумлінну службу у вересні 2022-го був призначений на посаду командира комендантського взводу. Брав участь у боях на Запорізькому напрямку, за Бахмут й Авдіївку. | 13 березня 2024 | Загинув біля села Орлівка на Донеччині. Рятуючи пораненого побратима, боєць сам отримав смертельні поранення. Похований на Берковецькому цвинтарі Києва. Залишилося троє братів, дві сестри і кохана. Мама померла через 5 місяців після загибелі Івана . |
| 16130                                             |                  | Мовчан Денис («Боєць»)                          | 18 років, м. Біла Церква на Київщині. У 2023 році закінчив Білоцерківський ліцей-гімназію №1. З дитинства займався спортом: важкою атлетикою та рукопашним боєм. Долучився до громадської організації «Центурія», очолював її Білоцерківський осередок. З 14 років мріяв служити в «Азові». Старший брат Дениса – ветеран АТО і учасник повномасштабної російсько-української війни, дідусь теж був військовим. Під час повномасштабного вторгнення служив у лавах 3-ї окремої штурмової бригади. Обіймав посаду оператора протитанкового відділення взводу вогневої підтримки. | 13 березня 2024 | Загинув поблизу міста Авдіївка Донецької області. Під час виконання бойового завдання захисник отримав смертельну вибухову травму. Залишилися мама та брат. Похований на Алеї Слави Сухоярського кладовища |
| 16131                                             |                  | Продан Мар’ян                                   | 20.08.1973, м. Сторожинець Чернівецької області. Навчався у Сторожинецькій гімназії №2 Сторожинецької міської ради Чернівецького району Чернівецької області. Здобув професію вчителя фізичної культури в одному з професійно-технічних училищ Чернівців. У 2014-2016 роках виконував бойові завдання у зоні проведення антитерористичної операції у лавах 19-го полку охорони громадського порядку, 18-ї Слов'янської бригади та інших підрозділів НГУ. Із перших місяців повномасштабного вторгнення долучився до складу 12-го окремого батальйону Центрального оперативно-територіального об’єднання НГУ. | 13 березня 2024 | Похорон відбувся 28 грудня 2024 у Львові |
| 16132                                             |                  | Васюра Юрій («Indol»)                           | 8 липня 1974, с. Льговське, АР Крим. Солдат, номер обслуги 80 ОДШБр | 13 березня 2024 | Загинув біля села Кліщіївка Бахмутського району Донеччини. Похований в місті Прилуки |
| 16133 ... 16144                                   |                  | Україна                                         | | 13 березня 2024 | |
| 14 березня                                        |                  |                                                 | |                 | |
| 16145                                             |                  | Волчков Олександр Володимирович                 | 25 червня 1993, Мереф'янська міська громада харківська область. | 14 березня 2024 | [ 103 ] |
| 16146                                             |                  | Решетняк Євген                                  | 30.06.1987, м. Одеса. Навчався у Одеському ліцеї №80 Одеської міської ради. Здобув освіту у місцевому морському коледжі, оскільки з дитинства мріяв бути моряком. У мирний час працював завідувачем в одеському ресторані. У 2014 році перебрався до Львова, тут обіймав посаду керівника відділу профілактики у Громадській організації «Міжнародна антинаркотична асоціація-Львів». Водночас працював у наркологічному диспансері міста Львова. Був затятим уболівальником футбольного клубу «Арсенал», брав участь у 2-му сезоні проєкту «Танцюють всі!». Із початком повномасштабного вторгнення російської федерації став на захист Батьківщини від загарбників. Проходив військові навчання у Великобританії, був одним із перекладачів, оскільки змалку добре володів англійською. Згодом боронив суверенітет та територіальну цілісність держави на східному напрямку у складі 81-ї окремої аеромобільної Слобожанської бригади Десантно-штурмових військ Збройних Сил України. | 14 березня 2024 | Похорон відбувся 19 березня 2024. Залишилися дідусь, батьки, дружина, 5-річний син, брат, швагро і теща . |
| 16147                                             |                  | Задорожний Олександр («Моряк»)                  | 26 жовтня 1996, м. Нова Каховка. За два тижні до повномасштабного вторгнення Росії разом з дружиною Марією він повернувся до Нової Каховки Херсонської області. Коли армія РФ окупувала місто вони одразу почали брати участь у мітингах проти російської агресії. Також Олександр був партизаном. Через 2 місяці виїхав на підконтрольну Україні території та вступив до лав ЗСУ. | 14 березня 2024 | Загинув під час виконання бойового завдання на Харківщині. Неподалік Поштової площі у Києві створили мурал на честь загиблого |
| 16148                                             |                  | Букрет Дмитро («Грек»)                          | Служив в Французькому легіоні. Повернувся в Україну і долучився до підрозділу Кракен. | 14 березня 2024 | Загинув на полі бою |
| 16149                                             |                  | Штефан Цендер                                   | 37 років, Баварія, ФРН. Колишній солдат Бундесверу. Його тричі направляли до Афганістану. Після звільнення мав автотранспортну компанію на півдні Німеччини. Воював на боці ЗСУ з квітня 2022 року. Очолював групу розвідки спецпідрозділу Інтернаціонального легіону | 14 березня 2024 | Місце загибелі невідоме. Загинув від артилерійського обстрілу |
| 16150                                             |                  | Ратель Жан-Франсуа («Hrulf»)                    | 36 років, Жольєт, Квебек, Канада. 3 роки служив артилеристом в канадській армії. Потім служив в Французькому іноземному легіоні. Прибув в Україну в березні 2022. Служив в Норманській бригаді | 14 березня 2024 | [ 107 ] |
| 16151                                             |                  | Шадурський Іван Володимирович («Сорока»)        | 36 років, с. Яблунівка Дубенського району. Здобув спеціальність тракториста-машиніста у Демидівському училищі. З 2015 року брав учать в антитерористичній операції. На початку повномасштабного вторгнення він пішов добровольцем на фронт. Старший солдат був розвідником-сапером у 78-му десантно-штурмовому батальйоні. Воював на Сумщині, Запоріжжі та Донеччині. Нагороджений медаллю "За оборону рідної держави" та "За оборону Бахмута". | 14 березня 2024 | Загинув на Донеччині |
| 16152                                             |                  | Кожарко Олександр («Кожа»)                      | 38 років, с. Лісопіль Рівненського району. Здобув освіту інженера-механіка в НУВГП. Працював майстром на костопільському заводі, пізніше — старшим механіком цеху ламінування. Впродовж 2015-2016 років брав участь в АТО. Після повномасштабного вторгнення військовий служив розвідником-навідником. | 14 березня 2024 | Загинув на Донеччині |
| 16153                                             |                  | Бугрім Олег Русланович («Іспанець»)             | 24.05.2005, м. Дніпро. Випускник Дніпровського ліцею № 138. Навчався в місцевому училищі на кухаря-кондитера.1-й механізований батальйон, 1-ша мехрота, 1-й взвод, 3ОШБР. | 14 березня 2024 | Загинув захищаючи місто Авдіївку на Донеччині . |
| 16154                                             |                  | Друзюк Василь Григорович                        | 16 січня 1987, с. Іванківці. Коли розпочалось повномасштабне вторгнення, він з братом залишив роботу за кордоном і 12 березня 2022 року повернувся до України. Був інспектором прикордонної служби. | 14 березня 2024 | Загинув внаслідок ворожого обстрілу біля н. п. Курдюмівка Донецької області |
| 16155                                             |                  | Ковтяга Анатолій Павлович                       | Сержант | 14 березня 2024 | Загинув поблизу населеного пункту Солодке Волноваського району Донецької області. |
| 16156                                             |                  | Пугач Єгор Русланович («Шарк»)                  | 30.04.1997. До повномасштабного вторгнення професійно займався ММА. Спецпідрозділ Кракен. | 14 березня 2024 | [ 114 ] |
| 16157                                             |                  | Безручко Сергій Миколайович                     | 14 жовтня 1982, с. Ватажкове Полтавської області. У 1986 році з родиною переїхали до села Портнівка. У 1998 році закінчив Минівську основну школу на Полтавщині. закінчив у 2001 році професійно-технічне училище Nº17 м. Полтави. 10 березня 2022 мобілізований. 07.03.2024 був переміщений на напрямок Роботине. | 14 березня 2024 | Загинув під час виконання бойового завдання на північно-східній околиці Роботиного, був обстріляний баражуючим FPV-дроном. |
| 16158 ... 16164                                   |                  | Україна                                         | | 14 березня 2024 | |
| 15 березня                                        |                  |                                                 | |                 | |
| 16165                                             |                  | Гостіщев Олександр Євгенійович(«Славутич»)\| \| | 19 лютого 1983, м. Дніпро. Закінчив Український державний хіміко-технічний університет, 2017 року здобув другу вищу освіту за спеціальністю «право» у Дніпропетровському державному університеті внутрішніх справ. До 2014 року працював у приватному підприємстві директором із розвитку. З початком війни на сході пішов добровольцем до батальйону «Дніпро-1». З червня 2014 року проходив службу в зоні проведення антитерористичної операції. Брав участь у визволенні Маріуполя, Іловайська та інших операціях на території Донецької області. З лютого 2015 року — в органах внутрішніх справ. Очолював Жовківське відділення поліції у Львівській області, а потім підрозділи патрульної поліції у прифронтових містах Луганської області Сєвєродонецьку, Лисичанську та Рубіжному. У 2017—2019 роках керував управлінням патрульної поліції в Луганській області. У липні цього року очолив управління превентивної діяльності ГУНП на Одещині. 13 грудня 2021 року призначений заступником начальника Головного управління Нацполіції в Одеській області. У 2022-му знову повернувся на війну. У листопаді того ж року його нагородили орденом Богдана Хмельницького III ступеня за внесок у наступальну операцію на Херсонщині. Командир штурмового полку «Цунамі» штурмової бригади Національної гвардії «Лють». | 15 березня 2024 | Загинув під час ракетного удар по Одесі |
| 16166                                             |                  | Сухоруков Вадим В'ячеславович                   | 29 травня 1998 р. н., мешканець м. Червоноград Львівської області. З 2020 року працював на шахті «Червоноградська» гірником з ремонту гірничих виробок на вуглевидобувній дільниці. Зі січня 2023 року служив за контрактом у 80-тій окремій десантно-штурмовій бригаді Збройних Сил України. | 15 березня 2024 | Загинув на Донеччині в боях з російськими окупантами. Похований 21 березня 2024 року на Алеї Героїв Бендюзького кладовища. |
| 16167                                             |                  | Квітка Іван                                     | 13.02.1994, м. Львів. У ранньому віці втратив батьків, тож своє дитинство провів у стінах Червоноградської загальноосвітньої школи-інтернату І-ІІІ ступенів. Після закінчення 11-го класу вступив до Державного навчального закладу «Ставропігійське вище професійне училище міста Львова» та здобув професію «столяр». Впродовж свого життя працював у різних сферах, а протягом останнього періоду – на гуртовому ринку сільськогосподарської продукції «Шувар». Обожнював рослини, захоплювався творчістю української виконавиці Ірини Федишин та відвідував усі її концерти. Із початком повномасштабного вторгнення російської федерації став на захист Батьківщини від окупантів. Спершу виконував бойові завдання у лавах 125-ї окремої бригади територіальної оборони, згодом вступив до складу 103-ї окремої бригади територіальної оборони. Боронив державу на Харківщині. | 15 березня 2024 | Похорон відбувся 26 березня 2024 у Львові |
| 16168                                             |                  | Принда Роман Іванович («Танчик»)                | 14 лютого 1987, с. Малі Дідушичі Стрийської громади. З трирічного віку проживав у селі Дуліби Грабовецько-Дулібівської ТГ. Навчався у місті Стрию: школа №6 та ВПУ №34. З 2014 року був учасником АТО, пройшов Іловайський котел. З 2022 року служив в 33-му окремому стрілецькому батальйоні. | 15 березня 2024 | Загинув 15.03.2024 під час бойового завдання на Сумщині |
| 16169                                             |                  | Ільюшин Андрій Олександрович                    | 23 вересня 1999, м. Арциз. Бойовий медик об'єднаної штурмової бригади Національної поліції "Лють". В жовтні 2023 року нагороджений відзнакою головнокомандувача ЗСУ "Золотий хрест" | 15 березня 2024 | Загинув під час ракетного удар по Одесі . |
| 16170                                             |                  | Родіонов Валерій                                | 19 грудня 1988, м. Севастополь. Школярем захопився боксом, відвідував спортивну школу “Спартак”. У 2004 році отримав звання кандидата у майстри спорту з боксу за 1 місце на чемпіонаті АР Крим. У 2006 році спортсмен почав навчатися за юридичним напрямком в Європейському університеті у Києві. На другому курсі його команда виграла баскетбольний турнір серед факультетів університету. У 2008 році почав навчання у Національній академії оборони України. У перші місяці повномасштабного вторгнення Родіонов патрулював місто у складі поліції. Наприкінці 2022 року потрапив до складу зведеного полку Нацполіції України "Сафарі", а на початку 2023-го став заступником командира Департаменту поліції особливого призначення Об’єднаної штурмової бригади Нацполіції України "Лють". У квітні того ж року він звільнився з поліції, а в червні доєднався до спецпідрозділу ГУР МО України "Артан". | 15 березня 2024 | Загинув під час виконання бойового завдання від вибухової травми. Залишилися батьки, сестра та дружина |
| 16171                                             |                  | Юрочек Володимир Михайлович («Юрек»)            | 23.09.1991. Машинобудівний коледж Сумського державного університету у 2002 році за спеціальністю "Обробка матеріалів. За десять років служив в полку «Азов», «Правий сектор», ССО, УДА та ГУР. В грудні 2021 року звільнився за станом здоров’я та після численних поранень отримав статус інвалідність, але з початком повномасштабного вторгнення став на оборону Києва. У 2023 році перевівся до Міжнародного легіону при ГУР МО України. У листопаді 2023 року одержав важке уламкове проникаюче поранення черевної порожнини. Старший лейтенант. | 15 березня 2024 | Загинув під час виконання бойового завдання в районі населеного пункту Лукашівка в Сумській області Охтирського району |
| 16172                                             |                  | Абраменко Дмитро Анатолійович                   | З 1998 року присягнув у службі українському народові будучі курсантом Луганського інституту внутрішніх справ МВС України. До 2014 проживав в Луганську. Приєднався до Нацполіції Одещини у 2018 році. У лютому 2023 року його призначили заступником начальника управління, начальником відділу тактико-спеціальної підготовки управління поліції особливого призначення (штурмовий полк "Цунамі") у бригаді Національної поліції України "Лють". | 15 березня 2024 | Загинув під час ракетного удар по Одесі |
| 16173                                             |                  | Тетюхін Сергій                                  | Із 2017 року працював в Одеській міській раді – спершу на посаді директора департаменту економічного розвитку, потім очолював департамент транспорту, звʼязку та організації дорожнього руху. Після цього став заступником міського голови, а згодом – першим заступником мера. Наприкінці осені 2023 року звільнився з міськради та вступив до лав ЗСУ. | 15 березня 2024 | [ 127 ] |
| 16174                                             |                  | Кожан Тарас                                     | 2.01.2001, м. Львів. Навчався у Ліцеї «Просвіта» Львівської міської ради. Здобув освіту у Правничому коледжі Львівського національного університету імені Івана Франка, потім вступив до Львівського торговельно-економічного університету. Партієць «Європейської Солідарності». Служив в 3ОШБр | 15 березня 2024 | [ 128 ] [ 129 ] [ 130 ] |
| 16175                                             |                  | Гринів Степан Ярославович                       | 14.02.1983, с. Завій, Івано-Франківська область. солдат-кулеметник 1-го піхотного відділення, в/ч А4940 | 15 березня 2024 | Загинув поблизу населеного пункту Вербове Пологівського району Запорізької області |
| 16176                                             |                  | Міщанін Максим Іванович                         | 9.1.1990, м. Охтирка | 15 березня 2024 | Загинув під час виконання бойового завдання щодо розвідки водної перешкоди в районі н.п. Олександрівка Великописарівської територіальної громади Сумської області в результаті обстрілу з РСЗВ противника |
| 16177 … 16179                                     |                  | Україна                                         | | 15 березня 2024 | |
| 16 березня                                        |                  |                                                 | |                 | |
| 16180                                             |                  | Дайнеко Денис («Борзий»)                        | 38 років, Луганщина. До лав захисників долучився в квітні 2022 року. Давав відсіч загарбнику в складі кулеметного взводу роти вогневої підтримки. Був мінометником. | 16 березня 2024 | Загинув із зброєю в руках під час бойового завдання на Донеччині |
| 16181                                             |                  | Ревута Андрій Вікторович                        | 2.04.1989, м. Вільногірськ, Дніпропетровська область. Після отримання свідоцтва про середню освіту, в 2006-му вступив до ДДМУ (тоді це була Дніпропетровська медична академія). Він вивчився на лікаря-стоматолога, спеціалізувався на щелепно-лицьовій хірургії. Інтернатуру та післядипломну практику проходив в одній із лікарень Кривого Рогу, а потім працював за фахом у Дніпрі. | 16 березня 2024 | Загинув під час боїв біля міста Часів Яр Бахмутського району Андрій Ревута отримав осколкові поранення, що були не сумісні з життям . |
| 16182                                             |                  | Красій Василь Васильович                        | 5.12.1985, с. Луквиця | 16 березня 2024 | Загинув поблизу села Орлівка Донецької області. Залишилися дружина й маленький син . |
| 16183 ... 16194                                   |                  | Україна                                         | | 16 березня 2024 | |
| 17 березня                                        |                  |                                                 | |                 | |
| 16195                                             |                  | Горлатий Андрій                                 | 4 грудня 1986, м. Бурштин. Навчався у Бурштинській школі №1, а пізніше — у Рогатинському аграрному коледжі. Служив в армії з 2005 до 2006 року у місті Десна Чернігівської області. У серпні 2023 року під час повномасштабного вторгнення його мобілізували. Служив стрільцем-зенітником у 141 бригаді, 453 батальйону. | 17 березня 2024 | Загинув під час виконання бойового завдання у Запорізькій області, отримавши поранення під час обстрілу FPV-дроном противника |
| 16196 ... 16209                                   |                  | Україна                                         | | 17 березня 2024 | |
| 18 березня                                        |                  |                                                 | |                 | |
| 16210                                             |                  | Мар'янчук Анастасія Борисівна («Троя»)          | 22 роки. Медикиня першого стрілецького батальйону 67 ОМБр. Вчилася у Київському національному університеті ім. Тараса Шевченка, вона вивчала японську мову і мріяла відвідати Японію. Але покинула навчання на 2-му курсі у перші дні повномасштабної війни. Долучилася до ДУК ПС, який потім став 67 ОМБр. Пізніше стала медиком 2-го стрілецького батальйону імені Тараса Бобанича «Хаммера». У бою під Бахмутом отримала контузію, лікувалась. І після перерви знову повернулась на позиції. | 18 березня 2024 | Смертельного поранення зазнала на Донеччині, місто Часів Яр під час артобстрілу, коли рятувала поранених |
| 16211                                             |                  | Пономарьов Антон («Руді»)                       | 21 рік. Був членом Правої Молоді Харкова, у квітні 2023 року добровільно доєднався до лав 67 ОМБр ДУК ПС. | 18 березня 2024 | [ 141 ] |
| 16212                                             |                  | Жигадло Артем («Ронін»)                         | 30 вересня 1994, м. Біла Церква. Старший солдат, 3ОШБр. | 18 березня 2024 | Загинув внаслідок бойових дій біля н.п. Орлівка, Донецької області |
| 16213                                             |                  | Ольхович Олександр                              | 10.09.1985, м. Вараш (колишній Кузнецовськ) Рівненської області. Навчався у місцевій середній загальноосвітній школі. Згодом здобув вищу освіту у Національному університеті «Львівська політехніка». Після завершення навчання працював за фахом: спершу у ПрАТ «Львівобленерго», а впродовж останнього періоду обіймав посаду проєктувальника електричних підстанцій на Приватному підприємстві «Галиченерго». Із початком повномасштабного вторгнення російської федерації став на захист держави від окупантів. Виконував бойові завдання на Запорізькому та Донецькому напрямках у складі 33-ї окремої механізованої бригади. | 18 березня 2024 | Похорон відбувся 5 серпня 2024 у Львові. Залишилися батьки, дружина, 9-річний син, 7-річна донька, сестра та племінники . |
| 16214                                             |                  | Крупицький Дмитро («Стоматолог»)                | 53 роки, Донецька область. З 2019-го мешкав в Ірпені. Із 24 лютого 2022 року утримував з побратимами найважчі позиції в Ірпені, зокрема, блокпост "Жира" та "Караван-Гала". Наприкінці 2023 року він ухвалив рішення вступити до ЗСУ, служив у 3-й окремій штурмовій бригаді. | 18 березня 2024 | Загинув біля Авдіївки, намагаючись евакуювати побратимів та затримати ворогів |
| 16215 ... 16224                                   |                  | Україна                                         | | 18 березня 2024 | |
| 19 березня                                        |                  |                                                 | |                 | |
| 16225                                             |                  | Лашевич Віталій Лаврентійович («Грейдер»)       | 1963. На захист України став одразу після початку повномасштабного вторгнення. Брав участь в обороні Київщини, Лимана, Соледара, Бахмута та Сєвєродонецька, де отримав важке поранення. 205-й батальйон ТРО, 241 бригада ТРО, був успішним мінометником | 19 березня 2024 | Помер від ускладнень внаслідок поранення, хоча українці зібрали йому 1.5 мільйони гривень на лікування . |
| 16226                                             |                  | Ляхович Василь                                  | 16 травня 1988, с. Загайпіль Коломийського району. На фронті служив кулеметником 3 стрілецького відділення 1 стрілецького батальйону одного з військових формувань. | 19 березня 2024 | Загинув 19 березня 2024 року під час бойового завдання поблизу міста Часів Яр Бахмутського району на Донеччині . |
| 16227                                             |                  | Шляхтун Олег Олександрович                      | 4 серпня 1972, селище Вороніж Сумської області. У 1989 закінчив школу в рідному селищі. Навчався на історичному факультеті Сумського педагогічного інституту. З 2000 року мешкав в м. Калуш. Працював на очисних спорудах Карпатнафтохім. З 24 лютого 2022 року долучився до ЗСУ. Старший сержант. Служив радіотелефоністом реактивного артилерійського відділення однієї з військових частин. Cлужив командиром БМ-21 «Град» 1-го реактивного артилерійського відділення 1-го реактивного артилерійського взводу реактивної артилерійської батареї 10-ї окремої гірсько-штурмової бригади «Едельвейс». | 19 березня 2024 | Загинув внаслідок удару БпЛА військовими формуваннями Російської Федерації на Донецькому напрямку . |
| 16228                                             |                  | Ведмідь Олександр Іванович                      | 1969, с. Чернеччина. Солдат, стрілець – помічник гранатометника 2 стрілецького відділення 2 стрілецького взводу 2 стрілецької роти 1 стрілецького батальйону. Був прийнятий на військову службу 16.06.2022 року. Вважався безвісти зниклим. | 19 березня 2024 | Загинув в Донецькій області . |
| 16229                                             |                  | Дутчак Ігор («Махно»)                           | 41 рік, м. Надвірна. Жив в селі Пасічна. Працював водієм. Служив в 102-й окремій бригаді ТрО. Був водієм в 76-му батальйоні | 19 березня 2024 | Похований в селі Пасічна . |
| 16230                                             |                  | Андрусяк Тарас Васильович                       | 25 жовтня 1986, с. Братківці. В 2005 році був призваний на строкову службу в ЗСУ. Після проходження служби працював на різних підприємствах Івано-Франківська. В серпні 2014 року мобілізований. З 30 серпня по 4 жовтня 2014 перебував у відрядженні в Куйбишевому Запорізької області для виконання завдань інженерного забезпечення в зоні проведення антитерористичної операції на території Донецької та Луганської областей. З 22 листопада 2014 року по 20 лютого 2015 року та з 12 березня 2015 року по 18 червня 2015 року брав участь в АТО. Під час бойового завдання у 2015 році отримав мінно-вибухову травму. З вересня 2015 звільнений зі Збройних Сил. З 2022 року мобілізований. З 26 червня 2023 року виконував бойові завдання в 25-му штурмовому батальйону, 47 ОМБР в районі Донецької області. | 19 березня 2024 | Загинув в ході виконання бойового завдання в районі Бердичі на Донеччині . |
| 16231 ... 16239                                   |                  | Україна                                         | | 19 березня 2024 | |
| 20 березня                                        |                  |                                                 | |                 | |
| 16240                                             |                  | Пригаров Валерій Миколайович                    | 22 січня 1972, с. Хмельове (Новоукраїнський район), солдат. | 20 березня 2024 | Обірвалось життя Героя 20 березня 2024 року в районі населеного пункту Роботине Запорізької області. Поховали воїна 28 березня у Хмельовому. |
| 16241                                             |                  | Рибачок Руслан Петрови                          | 1 жовтня 1973. солдат взводу резерву солдатського складу. | 20 березня 2024 | Загинув 20 березня 2024 року, потрапив у ДТП на відрізку дороги Рівне-Костопіль внаслідок чого отримав травми несумісні з життям |
| 16242                                             |                  | Беспалко Юрій                                   | 30 квітня 1984, Делятин, Прикарпаття. Воював у складі 24 окремого штурмового батальйону "Айдар", був механіком-водієм штурмової роти. | 20 березня 2024 | Безвісти зник під час артилерійського обстрілу поблизу села Іванівське Бахмутського району Донецької області |
| 16243                                             |                  | Ботнар Роман («Смайл»)                          | 28 років, м. Зеленодольськ Дніпропетровської області. Закінчив Зеленодольський професійний ліцей та опанував фах штукатура, маляра, плиточника-лицювальника. Працював слюсарем у ДТЕК. До лав Збройних Сил України чоловік приєднався 17 листопада 2023 року. Служив у 54-ій окремій механізованій бригаді імені гетьмана Івана Мазепи. Був командиром кулеметного відділення кулеметного взводу стрілецького батальйону. | 20 березня 2024 | Загинув в бою біля села Синьківка, що на Харківщині. Залишились батьки, брат, бабуся, дружина, донька та син . |
| 16244                                             |                  | Мендалюк Роман                                  | 3 січня 1984, с. Річки на Кореччині. Навчався у Рівненському ліцеї №11, а за тим у Професійно-технічному училищі №9 за спеціальністю “Радіоелектроніка”. Закінчив Комп’ютерну академію “ШАГ”. Коли почалося повномасштабне вторгнення був у селі — доглядав майже незрячого дідуся та літню бабусю, допомагав їм по господарству, був малим фермером, любив селекціонувати різні сільськогосподарські культури. Сам виявив бажання та переїхав в село, адже працював віддалено на іноземну компанію. У серпні 2023 сказав батькам, що отримав повістку і добровільно пішов в ЗСУ. Не зізнавався рідним, що активно фізично готувався стати добровольцем, як його дідусь, який на початку минулого століття воював за Україну в лавах добровольців ОУН УПА під командуванням С. Бандери. Він хотів потрапити на передові позиції й бути справжнім учасником бойових дій | 20 березня 2024 | Загинув на Донеччині. Похований 27 березня на кладовищі Нове в Рівному |
| 16245                                             |                  | Громовий Роман Олександрович                    | 38 років, м. Запоріжжя. Був слюсарем-ремонтником цеху з ремонту металургійного устаткування. У січні 2023 року приєднався до лав 54-ї окремої механізованої бригади. | 20 березня 2024 | Загинув в Луганській області |
| 16246 ... 16255                                   |                  | Україна                                         | | 20 березня 2024 | |
| 21 березня                                        |                  |                                                 | |                 | |
| 16256                                             |                  | Романко Іван Іванович («Калина»)                | 1983 р. н., с. Киселів. Воював з перших днів повномасштабного вторгнення в Україну, спочатку в 44 ОАБр, а з грудня 2022 р. у 68-ма окрема єгерська бригада (Україна) в/ч А4056, на посаді командира відділення 3 взводу 4 роти 2 єгерського батальйону. За життя нагороджений почесним нагрудним знаком Головнокомандувача Збройних Сил України "Золотий хрест". | 21 березня 2024 | Загинув 21 березня 2024 року внаслідок отримання травми, несумісної з життям. Загинув виконуючи бойове завдання в районі н. п. Новоєгорівка Сватівського району Луганської області. |
| 16257                                             |                  | Пінчук Юрій Сергійович                          | 27 грудня 1992, с. Неграші, Київської області. Після проходження строкової служби, з 2015 року брав участь у АТО в складі 53 ОМБр. Молодший сержант | 21 березня 2024 | Загинув під Константинопольським Донецької області, захищаючи пораненого побратима. Залишилася донька |
| 16258                                             |                  | Масло Дмитро («Лисий»)                          | 19 років, м. Сквира Київської області. У 2019 році закінчив 9 класів Сквирської школи №3. Потім навчався у Білоцерківському національному аграрному університеті за спеціальністю ветеринар. У вересні 2023 був мобілізований на військову службу за контрактом до 184-го Навчального центру міста Старичі. У жовтні поїхав на навчання до Франції. Потім служив у 3ОШБр, стрілець-санітар. | 21 березня 2024 | Загинув біля села Орлівка Донецької області |
| 16259                                             |                  | Галько Руслан («Малиш»)                         | 50 років, с. Ямна Івано-Франківської області. Навчався в Ідрицькому сільськогосподарському технікумі на ветеринара. Потім пройшов строкову військову службу. Працював будівельником, у вільний час не забував про свою професію за фахом. З початком повномасштабної війни взяв до рук зброю, служив у 76-му батальйону 102-ї окремої бригади територіальної оборони ЗСУ. Був головним сержантом стрілецької роти. Нагороджений відзнаками: «Золотий хрест» та «За хоробрість в бою». | 21 березня 2024 | Загинув біля міста Гуляйполе Запорізької області. Виконуючи службові обов’язки, отримав множинні уламкові поранення під час мінометного обстрілу ворога. Загинув в рідному селі. Залишились дружина, син, донька та онук . |
| 16260                                             |                  | Войтович Петро Анатолійович                     | 9.07.1991, Луцький район. Командир розвідувального взводу, молодший сержант | 21 березня 2024 | Загинув під час виконання бойового завдання в районі населеного пункту Діброва Луганської області . |
| 16261 ... 16269                                   |                  | Україна                                         | | 21 березня 2024 | |
| 22 березня                                        |                  |                                                 | |                 | |
| 16270                                             |                  | Оранський Микола Романович(«Каштан»)            | 13 червня 1999, м. Кривий Ріг. У 2018 році працював на криворізькому телебаченні "Рудана" оператором. Був активним волонтером на музичних фестивалях, грав на гітарі та сопілці. Працював на hromadske телебачення інженером ТЖК з 2019 по 2022 рік. Добровільно мобілізувався в 118 бригаду в січні 2023 оператором БПЛА. | 22 березня 2024 | Загинув у бою під селищем Роботине Запорізької області . |
| 16271                                             |                  | Бондаренко Віталій Іванович («Айдар»)           | 30 років, с. Пилипенки Полтавської області. Здобув освіту в Білоцерківському національному аграрному університеті. Працював заступником керівника в супермаркеті АТБ. Мешкав в Білій Церкві. У 2014-му був мобілізований, 2 роки прослужив в батальйоні "АЗОВ", а потім звільнився щоб доглядати за хворою матір`ю. Обіймав посаду навідника в 3ОШБр. У лютому 2024 брав участь у боях за Авдіївку. Деякий час після повернення перебував в госпіталі, а коли одужав був направлений в село Орлівка Донецької області. | 22 березня 2024 | Загинув у селі Орлівка Донецької області. Пішов на свій останній штурм де його розстріляли впритул. Похований на Алеї Слави Сухоярського кладовища в місті Біла Церква. Залишилися мама, вітчим, цивільна дружина, син та донька від першого шлюбу . |
| 16272                                             |                  | Сафонов Андрій Валерійович                      | 21 грудня 2004, м.Мерефа харківська область. | 22 березня 2024 | [ 172 ] |
| 16273                                             |                  | Кулімін Влалислав («Художник»)                  | 48 років, с. Новосаратівка, Азербайджан. Коли йому виповнилося сім, родина переїхала до села Сакуниха, що на Сумщині. Там він пішов до школи, а згодом здобув спеціальність майстра сільськогосподарського виробництва, молодшого організатора середньої ланки у Недригайлівському вищому професійному училищі. Пройшов строкову службу у військово-морських силах АР Крим, був морським піхотинцем. Після працював охоронником у ТОВ «Влад». Із 2001 по 2015 роки обіймав ту ж посаду у Роменській виправній колонії №56, де отримав звання сержанта. Далі працював різноробом, займався будівництвом та ковкою металу – це було його хобі. Жив зі сімʼєю у місті Ромни. 1 червня 2022 року добровільно приєднався до лав захисників. Пройшовши навчання у Сумах та Чернігові, став бойовим медиком 117-ої окремої бригади територіальної оборони. Отримав грамоту за зразкове виконання військового обовʼязку та високий професіоналізм. | 22 березня 2024 | Загинув під час виконання бойового завдання в селі Терни на Донеччині. Рухаючись на зміну наряду, він потрапив під ворожий обстріл керованими авіабомбами. Похований в місті Ромни на Сумщині. Залишилися дружина, донька, рідна сестра та двоюрідний брат . |
| 16274                                             |                  | Беспалко Юрій Юрійович                          | 30.4.1984, селище Делятин. Солдат, механік-водій в/ч А3488, 24 ОШБ «Айдар». | 22 березня 2024 | Зник безвісти в районі села Іванівське Донецької області |
| 16275 ... 16289                                   |                  | Україна                                         | | 22 березня 2024 | |
| 23 березня                                        |                  |                                                 | |                 | |
| 16290                                             |                  | Думич Петро                                     | с. Теляж Сокальської громади. Вступив до лав ЗСУ у квітні 2022. Служив у військовій частині 9938. | 23 березня 2024 | Загинув 23 березня 2024 року поблизу населеного пункту Курдюмівка Донецької області. Похорон відбувся 26 травня |
| 16291                                             |                  | Лимар Микола Петрович                           | 12 грудня 1980, м. Полтава. Кулеметник стрілецького відділення. | 23 березня 2024 | Загинув при виконанні бойового завдання внаслідок артилерійського обстрілу в Донецькій області |
| 16292 ... 16309                                   |                  | Україна                                         | | 23 березня 2024 | |
| 24 березня                                        |                  |                                                 | |                 | |
| 16310                                             |                  | Бойко Олександр Вікторович                      | | 24 березня 2024 | Старший лейтенант, командир гранатометного взводу. Загинув в районі села Успенівка Волноваського району Донецької області внаслідок вогнепального поранення. |
| 16311 ... 16329                                   |                  | Україна                                         | | 24 березня 2024 | |
| 25 березня                                        |                  |                                                 | |                 | |
| 16330                                             |                  | Соловчук Василь («Єнот»)                        | 1981, с. Голосків. | 25 березня 2024 | Молодший сержант загинув 25 березня 2024 року внаслідок мінометного обстрілу поблизу села Терни Краматорського району Донецької області . |
| 16331                                             |                  | Атаманчук Артема («Атаман»)                     | 23 лютого 1993, с. Микуличі. Останні 10 років прожив у Клавдієво-Тарасовому. Після закінчення школи вступив до училища та здобув професію кухаря. У 2017 році підписав контракт із ЗСУ у складі першої окремої танкової Сіверської бригади, а також ожружився. Був учасником АТО. У 2020 закінчився контракт, працював на АЗС і в службі таксі. Після початку повномасштабного вторгнення залишився в рідному селищі, аби допомагати місцевим, а потім, не чекаючи повістки з ТЦК, добровільно мобілізувався до лав ЗСУ до другого розвідувального відділення розвідувального взводу третього механізованого батальйону Окремої президентської бригади А0222, старший солдат. Рік служив в Києві, але з часом перевівся на передову. | 25 березня 2024 | Загинув при виконанні бойового завдання в с.Урожайне, Донецької області |
| 16332 ... 16349                                   |                  | Україна                                         | | 25 березня 2024 | |
| 26 березня                                        |                  |                                                 | |                 | |
| 16350                                             |                  | Багрій Ярослав                                  | 46 років, с. Кам'янське Берегівського району. | 26 березня 2024 | Загинув під час виконання бойового завдання в районі населеного пункту Новоолександрівка Запорізької області. Похорон відбувся 1 квітня 2024 . |
| 16351                                             |                  | Головчак Юрій Романович                         | 31.03.1995, 28 років, с. Смереково Ужгородського району. Військовий був навідником гірсько-штурмового відділення військової частини А3029. | 26 березня 2024 | Загинув 26 березня 2024 року на Бахмутському напрямку в Донецькій області. Похорон відбувся 31 березня 2024 на його 29-тий день народження |
| 16352                                             |                  | Терех Олег                                      | м. Червоноград. Був стрільцем-помічником гранатометника стрілецького відділення військової частини А4821. | 26 березня 2024 | Загинув 26 березня під час виконання бойового завдання біля Семенівки на Донеччині |
| 16353 ... 16369                                   |                  | Україна                                         | | 26 березня 2024 | |
| 27 березня                                        |                  |                                                 | |                 | |
| 16370                                             |                  | Антонищак Андрій Федорович                      | 23.06.1969, м. Новий Розділ Львівської області. Навчався у Новороздільському закладі загальної середньої освіти І-ІІІ ступенів №3 імені Андрія Гергерта. У 1986-му році вступив до Львівського технікуму механічної обробки деревини (сьогодні – Відокремлений структурний підрозділ «Технологічний фаховий коледж Національного лісотехнічного університету України»). Згодом здобув освіту у Міжрегіональній Академії управління персоналом. Трудову діяльність розпочав у 1991 році, займався приватним підприємництвом, також обіймав керівні посади у комерційний структурах. Був народним депутатом 8-го скликання Верховної Ради України, очолював підкомітет з питань правового забезпечення діяльності митних органів Комітету з питань фінансів, податкової та митної політики. Заснував Громадську організацію «Я – львів’янин». Полковник. Активний учасник Революції Гідності, був сотником 9-ї сотні самооборони Майдану. Згодом добровольцем став на захист Батьківщини, був одним із засновників батальйону оперативного призначення імені Героя України генерал-майора Сергія Кульчицького. Із початком повномасштабного вторгнення російської федерації виконував бойові завдання у складі Національної гвардії України, брав участь у боях за Київ, Сіверодонецьк та інші «гарячі» точки східного напрямку. Протягом останнього періоду боронив державу на території Запорізької області. За особисту мужність був нагороджений численними відзнаками, зокрема, орденом Богдана Хмельницького II-го та III-го ступенів. | 27 березня 2024 | Помер 27 березня, маючи серйозні проблеми зі здоров’ям, що було підірване війною. У Героя залишилися батьки, дружина, двоє дітей та брат.. |
| 16371                                             |                  | Бутрим Юрій Володимирович («Батон»)             | 30.11.1987, м. Полтава. навчався в Терешківській середній школі. По закінченню школи пішов працювати. В 20 років пішов служити в армію. Потім працював на пилорамі та будівництві. Був призваний по мобілізації до лав ЗСУ. Водій 3 штурмового взводу 1 штурмової роти 2 штурмового батальйону в/ч А4638. | 27 березня 2024 | Загинув біля населеного пункту Орлівка Донецької області. Залишилися дружина та донька. Похований на Алеї Героїв на Затуринському кладовищі в Полтаві . |
| 16372                                             |                  | Мельниченко Роман Михайлович                    | Головний сержант | 27 березня 2024 | |
| 16373                                             |                  | Куданов Олександр Іванович                      | 7 грудня 1983, м. Золотоноша. Отримав свою освіту в Золотоніській санаторній школі-інтернаті. В мирний час він працював на заводі "Златодар" та охоронником у Золотоніському професійному ліцеї, де завжди відзначався відповідальністю та професіоналізмом. Долучився до війська 21 квітня 2022. Він служив в 2-ій роті ЗОШБ 2-го взводу 2 механічного відділення на посаді санітар-стрілець. Солдат. | 27 березня 2024 | Загинув під час боїв біля населеного пункту Орлівка Донецької області. Похорон відбувся 2 квітня 2024 |
| 16374                                             |                  | Жиленко Станіслав Юрійович(«Стус»)              | 1994, с. Тернівка. Проживав у місті Дніпро. Вищу економічну освіту здобув в Українському державному хіміко-технологічному університеті. У червні 2022 долучився до сил оборони. В грудні 2022-го вступив до лав новоствореної 3-ї окремої штурмової бригади. Обіймав посаду стрільця-санітара 2-го відділення 3-го взводу протитанкових ракетних комплексів 2-ї роти протитанкових ракетних комплексів протитанкового батальйону. | 27 березня 2024 | Загинув внаслідок влучання ворожого дрона поблизу села Орлівка Донецької області. Залишились батьки, рідні та кохана дівчина . |
| 16375                                             |                  | Захаров Марк («Wonder»)                         | 2.06.1998 | 27 березня 2024 | Загинув в Орлівці 27.03.2024 |
| 16376                                             |                  | Бойчук Владислав Віталійович («Нацист»)         | 12.08.2002, м. Вінниця. Закінчив ліцей у Гавришівці, коди згодом переїхала його родина. А далі для навчання обрав ДНЗ «Професійно-технічної освіти №1» та здобув фах автослюсаря. Став на захист нашої батьківщини з 18 років з 2021 року. | 27 березня 2024 | Загинув 27.03.2024 року під час виконання бойового завдання в н.п. Орлівка Донецької області . |
| 16377                                             |                  | Морареску Олег Валерійоивч                      | 1978, селище Кушугум Запорізької області. Брат Олега записався до війська з початку повномасштабного вторгнення, але у 2023 загинув. Це спонукало його піти добровольцем до війська. | 27 березня 2024 | Загинув виконуючи бойове завдання у районі Дігтярне Сумської області |
| 16378 ... 16389                                   |                  | Україна                                         | | 27 березня 2024 | |
| 28 березня                                        |                  |                                                 | |                 | |
| 16390                                             |                  | Пришляк Тарас Васильович                        | 4 листопада 1973, м. Рогатин. Навчався у місцевій загальноосвітній школі № 2. Після дев’ятого класу продовжив здобувати освіту у Перемишлянському училищі. Служив строковиком у війську. Старший солдат. Брав участь в боях за Ірпінь, Чернігів, Бахмут. Згодом разом з побратимами 3 стрілецького відділення, 3 стрілецького взводу, 2 стрілецької роти, стрілець-санітар. Воював на Авдіївському напрямку. | 28 березня 2024 | Загинув від авіаційного обстрілу на околицях населеного пункту Терни Краматорського району |
| 16391                                             |                  | Лящук Сергій Олександрович                      | 1994, с. Браженці. Із грудня 2022 долучився до ЗСУ. | 28 березня 2024 | [ 192 ] |
| 16392                                             |                  | Попик (Стрілецький) Андрій Ігорович             | 10 січня 1990. | 28 березня 2024 | [ 193 ] |
| 16393                                             |                  | Тинянов Сергій                                  | 54 роки, м. Щастя, Луганщина. Навчався у Щастинському ліцей №1 імені Костянтина Кутового Щастинської міської територіальної громади, а згодом — у Львівському національному університеті імені Івана Франка, на геологічному факультеті. Під час повномасштабного російського вторгнення воював у лавах 123 окремого батальйону територіальної оборони 113 окремої бригади територіальної оборони Регіонально управління "Схід" Сил ТрО ЗСУ. Був старшим лейтенантом. Воював на Харківському напрямку | 28 березня 2024 | [ 194 ] |
| 16394                                             |                  | Демків Володимир                                | с. Підгородці Сколівської громади. Був молодшим сержантом, командиром відділення військової частини А4821. | 28 березня 2024 | Загинув 28 березня 2024 під час виконання бойового завдання біля Семенівки Покровського району Донецької області . |
| 16395                                             |                  | Корицький Олексій                               | с. Волиця Рава-Руської громади Львівського району. Був сержантом. | 28 березня 2024 | Загинув 28 березня 2024 року поблизу села Іванівське Бахмутського району Донецької області. Похорон відбувся 30 квітня . |
| 16396                                             |                  | (Петруновська) Войцишин Надія Сергіївна         | 19 лютого 1998, м. Попасна. В 10 класі переїхала з Попасної Луганської області на початку російсько-української війни у 2014-му році в місто Любомль. Закінчила Любомльський ліцей №2. Навчалася на педагогічному факультеті Рівненського університету, паралельно навчалася також на військовій кафедрі. У 2014-2016 рр. входила до оргкомітету етно-культурного патріотичного фестивалю “Козацька Варта”, який три роки поспіль проходив у м.Бориспіль на території Бориспільського НВК та художньої майстерні “ПЕПСА”. Долучилася до ЗСУ в 2020 році. У 2022 році одружилася з військовим з Тернополя Юрієм Войцишиним. Служила в 44 ОАБр, в артилерійському дивізіоні, на посаді заступника командира з МПЗ. Дослужилася до звання капітана. | 28 березня 2024 | Загинула на Запоріжжі в районі Тарасівки. Похована на Любомльському кладовищі. |
| 16397                                             |                  | Білий Олександр («Хардін»)                      | м. Кривий Ріг Дніпропетровської області. Закінчив Криворізький коксохімічний технікум за спеціальністю «Монтаж та обслуговування холодильно-компресорних машин та установ». Працював продавцем-консультантом будівельних матеріалів у ТОВ «Епіцентр». Під час повномасштабної війни чоловік долучився до лав НГУ. Пройшов навчання у Німеччині й потрапив у «Хартію». Воював у складі 13-ї бригади оперативного призначення «Хартія». Був бойовим медиком. | 28 березня 2024 | Загинув в бою від мінометного обстрілу на території Серебрянського лісництва, що в районі Кремінної на Луганщині. Похований на Алеї Слави Центрального кладовища Кривого Рогу. Залишилися батьки, дружина, дідусь та бабуся |
| 16398 ... 16409                                   |                  | Україна                                         | | 28 березня 2024 | |
| 29 березня                                        |                  |                                                 | |                 | |
| 16410                                             |                  | Пиріг Ігор Володимирович                        | Молодший сержант | 29 березня 2024 | Загинув 29 березня 2024 у Сумській області |
| 16411 ... 16429                                   |                  | Україна                                         | | 29 березня 2024 | |
| 30 березня                                        |                  |                                                 | |                 | |
| 16430                                             |                  | Микита Віктор                                   | 31 рік, с. Ракошино Мукачівського району. Брав участь в АТО, а з початку повномасштабного вторгнення повернувся із закордону та добровільно став до лав ЗСУ | 30 березня 2024 | Загинув 30 березня 2024 року біля населеного пункту Часів Яр Донецької області . |
| 16431                                             |                  | Ленчковський Роман                              | 1984, с. Воронів Городенківської громади. | 30 березня 2024 | Загинув 30 березня 2024 року під час бойового завдання поблизу села Терни Краматорського район внаслідок артилерійського обстрілу |
| 16432                                             |                  | Брюхович Андрій                                 | 18.03.1985, м. Львів. Навчався у колишній Середній загальноосвітній школі №83 (сьогодні – Ліцей імені Івана Пулюя Львівської міської ради). Здобув освіту за спеціальністю «Інженерна механіка та обладнання лісового комплексу» у Національному лісотехнічному університеті України. Після завершення навчання багато років пропрацював на підприємствах «Брама» та «ЛІМО». Після початку повномасштабного вторгнення спершу виконував бойові завдання у складі 420-го окремого стрілецького батальйону, згодом боронив державу у лавах 68-ї окремої єгерської бригади імені Олекси Довбуша | 30 березня 2024 | Залишилися мама, брат, сестра, племінники та хрещені діти. Похорон відбувся 14 січня 2025 у Львові . |
| 16433 ... 16449                                   |                  | Україна                                         | | 30 березня 2024 | |
| 31 березня                                        |                  |                                                 | |                 | |
| 16550                                             |                  | Затхей Мар`ян                                   | с. Сілець Червоноградської громади. Служив у військовій частині А4674. | 31 березня 2024 | Загинув 31 березня на Запоріжжі |
| 16551 ... 16569                                   |                  | Україна                                         | | 31 березня 2024 | |
| Орден Богдана Хмельницького III ступеня (Україна) |                  |                                                 | |                 | |